# 域陀·文拿
域陀·文拿，（英語：Víctor Mena，1980年8月2日），洪都拉斯职业足球运动员，现效力CD維多尼亞。

## 連結
- Player profile on www.national-football-teams.com （页面存档备份，存于）